# گریم بارکر
گریم ویلیام والتر بارکر (به انگلیسی: Graeme William Walter Barker) (متولد 23 اکتبر 1946) باستان شناس بریتانیایی است که به خاطر کارش در مورد عصر برنز ایتالیا، اشغال لیبی توسط رومیان و باستان شناسی منظر شهرت دارد.
او ویراستار جلد دوم تاریخ جهان کمبریج است. 

## منبع
مشارکت‌کنندگان ویکی‌پدیا. «Graeme Barker». در دانشنامهٔ ویکی‌پدیای انگلیسی، بازبینی‌شده در ۲۰۲۴-۰۸-۱۰.